# Elisa Aguilar
Elisa Aguilar López (* 15. Oktober 1976 in Madrid) ist eine spanische Basketballspielerin.
Die jüngste von vier Geschwistern begann das Basketballspielen mit neun Jahren beim Colegio Amorós. Zwei Jahre später wechselte sie zu Real Canoe NC, wo sie neun Jahre lang auf Korbjagd ging und bereits mit 16 Jahren in der Ersten Liga debütierte.
Anschließend spielte die 1,72 m große Guard für Halcón Viajes Salamanca und CB Islas Canarias. In den USA war sie zwischenzeitlich vier Jahre lang für die George Washington University in der NCAA und eine Spielzeit für Utah Starzz in der WNBA aktiv. Seit 2002 steht sie beim spanischen Erstligisten Ros Casares Valencia unter Vertrag.
Mit dem spanischen Nationalteam gewann Elisa Aguilar jeweils Bronze bei den Europameisterschaften 2001 in Frankreich und 2005 in der Türkei. Auch bei der Europameisterschaft 2007 in Italien stand sie im Aufgebot und gewann mit ihrem Team die Silbermedaille. Nach dem Titelgewinn bei der EM 2013 gab sie wie ihre gleichaltrige Nationalmannschaftskollegin Amaya Valdemoro ihren Rücktritt aus der „Selección“ bekannt.